# 衆生
衆生（しゅじょう、梵: sattva सत्त्व、巴: satta）は、一切の生きとし生けるもの（生類）のこと。基本的には迷いの世界にある生類を指すが、広義には仏・菩薩をも含めることがある。

## 訳語
玄奘訳では有情(うじょう、梵: sattva)と表記する。「梵に薩埵(さった)という。ここに有情という。情識あがゆえに」(唯識述記)といわれ、情（心の働き）を持つもの、という意味で、非精神的存在である非情(ひじょう)（無情（むじょう）ともいう）に対して、一切の生きとし生けるものを含む。多くのものが共に生存しているという意味でバフジャナ（梵: bahujana）ともいわれ、これは衆人とも訳される。
衆生・有情のほか、含識、含霊、含生、含情、群生、群萌、群類などの訳語がある。

## 意味
衆生の中には、人間だけでなく動物など他の生命も含まれている。したがって、衆生や有情という言葉は広い意味に用いられる。十界（地獄、餓鬼、畜生、修羅、人間、天上、声聞、縁覚、菩薩、仏）の中でも前半の六道(地獄、餓鬼、畜生、修羅、人間、天上)ないしは五趣(地獄、餓鬼、畜生、人間、天上)のいずれかに属して生きている。衆生が死ねば、また六道ないしは五趣のいずれかの中に生まれる（天人とても寿命は永遠ではなく、輪廻を離れてはいない）。仏教、少なくとも阿毘達磨倶舎論においては、植物までを含まないが、ジャイナ教では植物を含む。人間は、サンスクリット語でマヌシャ（manuṣya मनुष）といわれ、ヨーロッパでのマン（英: man）やメンシュ（独: Mensch）と同じく「考えるもの」という意味である。サンスクリット語のサットヴァ (sattva)、パーリ語のサッタ (satta) は、「生きているもの、存在するもの」という意味である。なお、涅槃経獅子吼菩薩品には「一切の衆生は悉く仏性を有す」とあるが、この言葉は、仏になれるのは衆生（有情）のみで、非情の存在は除外されるという意味を含む。

### 漢語を元にした解釈
原義については、衆多の法が仮に和合して生ずるので衆生と名づける（大法鼓経）とする説や、衆多の生死を経るので衆生と名づける（大乗義章）などの説がある。